# 福山氏耳蕨
福山氏耳蕨（学名：Polystichum sinense）为鱗毛蕨科耳蕨屬下的一个种。

## 扩展阅读
- 維基物種上的相關：福山氏耳蕨